# Авторское право Британского содружества наций
Авторское право Британского содружества наций — авторское право, используемое в ряде государств, входящих в Британское содружество наций.
В Британское содружество наций входят 15 суверенных государств, имеющих в качестве конституционного монарха короля Карла III.

## Авторское право по странам
В законах об авторских правах стран, входящих в Британское содружество наций много общего. Авторское право Короны является одной из форм закона, касающегося авторских прав требования, используемого правительствами ряда стран сферы Британского Содружества наций.
Закон обеспечивает специальные правила охраны Авторских прав Короны, т. е. государственных ведомств и (как правило) государственного образования.

### Австралия
В соответствии с частью VII закона Об авторском праве 1968 года правительство Австралии признает авторские права на любое произведение, фильм или звуковую запись, сделанную либо под руководством или контролем правительства или любое произведение впервые опубликованное под руководством или контролем Правительства.
Раздел 182A Закона об авторском праве предусматривает, что для некоторых работ, авторское право не нарушается при изготовлении одной копии всей или части авторской работы, пока она не продана.
Авторское право Британского содружества наций было использовано, например, для запрета публичного доступа к данным о лесных пожарах.
См. также: Авторское право в Австралии.

### Канада
Как правило, авторское право в Канаде действует при жизни автора/творца и оставшуюся часть календарного года, в котором он скончался, плюс пятьдесят лет после конца календарного года.. Для авторского права Британского содружества наций, тем не менее, есть небольшая разница.. Авторское право Британского содружества наций базируется на понятии королевской прерогативы и «не подчиняется обычным законам для срока авторских прав».. Эта прерогатива — ссылка в начале статьи 12 Закона Об авторском праве, , которая гласит, что авторское право действует «без ущерба для любых прав или привилегий короны».. Авторское право Британского содружества наций распространяется на все произведения, которые «подготовлены или опубликованы или под руководством или контролем Её Величества или любого правительственного департамента.» таким образом, «работы, производимые правительственными департаментами, будь то опубликованные или неопубликованные, могут быть защищены либо постоянно, либо по желанию Авторского права Британского содружества наций».. Авторские права Британского содружества наций могут быть, в определенных случаях, не истечь при их неприменении или отказе от правопритязаний",.
Одним из примеров — авторское право на герб Канады, разработанный в 1921 году, действует уж длительное время после 50-летнего периода от создания. Авторское право Британского содружества наций существует для контроля над публикациями правительственных работ.

### Новая Зеландия
Авторское право Британского содружества наций в Новой Зеландии определяется разд. 2(1), 26 и 27 закона об авторском праве 1994 года. Авторское право на любое произведение, созданное человеком, работающим в гос. учреждениях содружества имеет срок действия — 100 лет.
См. также: Авторское право в Новой Зеландии.

#### Исключения
Авторское право Британского содружества наций для работ государственных предприятий часто действует 50 лет, вместо 100. Срок в 100 лет применяется в соответствии с разделом 26(3)(б), с одним исключением, а именно, 25-летний срок действует на типографские копии опубликованных работ. Такие работы, как например, произведенные до 1945 года, имели срок защиты в 50 лет, и поэтому стали общественным достоянием в 1995 году.
Раздел 27(1) определяет ограничения на Авторские права Британского содружества наций, вводимые законопроектами, парламентскими актами, уставами и др. Раздел 27(1) вступил в силу 1 апреля 2001 года. Раздел 27(1) применяются для оригинальных авторских работ.

### Великобритания
Существует небольшая класс материалов, где Корона претендует на права воспроизведения, исключающими закон об авторском праве в связи с грамотой, выданной с королевской прерогативой. Этот материал включает в себя Библию Короля Якова и Книгу общих молитв.
До 17-го века, авторское право Британского содружества наций действовало от имени монарха и контролировало печатные материалы.
В Акте об авторском праве 1911 года удалены понятия общего права, авторского права, защиты от британского права и предусмотрены специальные меры защиты. Закон Об авторском праве 1956 года охватил литературные, драматические, музыкальные и художественные работы, сделанные под руководством или контролем Её Величества или государственного ведомства; звукозаписи или фильмы, созданные под руководством или контролем Её Величества или госучреждений и впервые опубликованные в Великобритании.
Некоторые разделы Авторского права Британского содружества наций отменены правительством или работают при соблюдении определенных условий.
Продолжительность действия Авторского права Британского содружества наций варьируется в зависимости от того, было произведение опубликовано или нет. Новое положение авторского права — для неопубликованные работ защита авторских прав действует на протяжении 125 лет со дня создания.
Авторское право Британского содружества наций воспринимается иногда, как препятствие для бизнес-интересов.
См. также: Авторское право в Великобритании

## Особенности авторских прав в содружестве
| Юрисдикция                 | Тип лицензии                                                   | Описание |
| -------------------------- | -------------------------------------------------------------- | --- |
| Канада                     | Порядок копирования Федеральных законов                        | Любой может без разрешения воспроизводить акты правительства Канады, а решения федеральных судов и трибуналов - при условии надлежащего исполнения с обеспечением точности воспроизведенных материалов. Воспроизведение не является официальной версией. version. |
| Канада                     | About Crown Copyright                                          | По состоянию на 18 ноября 2013 года Корона авторского права и лицензирование не подлежат централизованному управлению. |
| Британская Колумбия        | Guidelines Covering the Reproduction of Provincial Legislation | Человек может сделать копию конкретных актов или правил, в целом или частично, для личного пользования или для законного использования. Библиотеки могут делать разовые фотокопии конкретных актов или правил, в целом или частично, в ответ на запросы от общественности, при соблюдении следующих правил: - Лицо, получившее фотокопии законодательства может использовать только такие материалы для личного пользования или для законного использования, это же относится к ксерокопии; - Личное использование относится к учебе или частным исследованиям. Он не включает разрешение делать копии; - Легальное использование относится к воспроизводству законодательства в авизо, предусмотренных юристами, бухгалтерами или другими профессионалами, а также разрешено воспроизводство законодательства для использования в судебных, административных или парламентских процедурах; - Законодательство не может быть воспроизведено для представителей общественности или для других целей без предварительного письменного согласия Программы интеллектуальной собственности.                          |
| Британская Колумбия        | Авторские права в интернете                                    | Все материалы принадлежащие Правительству Британской Колумбии защищены законом об авторском праве. Оно не может быть воспроизведено или распространяться без предварительного письменного разрешения провинции Британская Колумбия. Информация с веб-сайта правительства не может быть воспроизведена или распространяться без предварительного письменного разрешения суда. Для запросов, относящихся к воспроизведению провинциального законодательства, разрешение подлежит условиях, изложенных в руководящих принципах, касающихся законов копирования в провинции. |
| Альберта                   | Авторские права и разрешения                                   | Версия Alberta закона об авторских правах Королевы имеет - владение авторскими правами от имени правительства Альберты в праве Её Величества Королевы для всех государственных законодательств Альберты. Версия Alberta позволяет любому человеку воспроизводить уставы и правила Альберты без разрешения и без оплаты, при условии надлежащего исполнения для обеспечения точности материалов. Авторское право признается в следующем формате: © Alberta Королевы принтер, 20 __. * |
| Саскачеван                 | Авторские права и уведомления                                  | Материалы сайта провинции являются собственностью правительства Саскачевана и защищены авторскими правами. Если не указано иначе, материалы не могут быть воспроизведены в некоммерческих целях. Материалы должны быть воспроизведены точно и воспроизведение не должно быть представлено в качестве официальной версии. Как правило, информационные материалы могут быть использованы для некоммерческих и личных целей. Есть важные исключения из этого общего правила: - Информация, содержащая идентификационную информацию о частных граждан, могут быть использованы только с согласия физического лица. - Некоторые графические изображения включая баннеры сайта, герба, правительственные логотипы и символ правительства Саскачевана не могут быть воспроизведены на негосударственные материал без письменного разрешения Исполнительного совета услуг связи. - Перепечатка материалов в коммерческих целях требует предварительного письменного разрешения со стороны правительства Саскачевана. Корона авторского права должно быть оформлена в следующем виде: © 2011, Правительство Саскачевана. |
| Манитоба                   | Авторские права и уведомления                                  | В основном сайте правительства и всех ведомственных сайтов и агентств Манитоба пишется Copyright © 2011, провинция Манитоба Все права защищены. Материал сайта является собственностью правительства Манитобы и защищен законом об авторском праве. Он не может быть воспроизведен или распространяться без предварительного письменного разрешения провинции Манитоба. Для запросов, относящихся к воспроизведению провинциального законодательства, разрешение подлежит условиях, изложенным на веб-странице законов Манитоба. Для получения разрешения на воспроизведения материалов полностью или частично материала надо заполнить форму запроса Copyright разрешения. |
| Манитоба                   | Авторские права на Манитобе                                    | Авторское право электронной версии законов Манитобы принадлежит провинции Манитоба. Вы можете, бесплатно и без разрешения, сделать копию всю или его часть для целей изучения или исследований, или для использования в судопроизводстве или для предоставления юридических консультаций. Нельзя делать копии для любых других целей без предварительного получения письменного согласия. |
| Онтарио                    | Policy on Copyright on Legal Materials                         | Версия авторского закона - Королева Онтарио владеет авторскими правами на законы Онтарио, постановлениями и судебными решениями. Версия Королевы позволяет любому человеку воспроизводить текст и изображения, содержащегося в уставах, положений и судебных решений без разрешения и без оплаты. Правовые материалы должны быть воспроизведены точно. Корона авторского права в правовых материалах должна быть подтверждена в следующем виде: © Принтер королевы Онтарио, 20 __. * Законодательство 2006 года устанавливает, какие копии уставов и правил Онтарио являются официальными копиями закона. В репродукциях уставах и положениях, которые не являются официальными копиями, согласно закону должно быть указано, что они не являются официальными версиями. |
| Квебек                     | Normes en matière de droit d'auteur                            | Summary: No permission is given for free reproduction. Licenses must be obtained under prescribed procedures. |
| Нью-Брансуик               | Авторские права                                                | Провинция Нью-Брансуик владеет и сохраняет авторские права на законодательство провинции Нью-Брансуик. Законодательство на сайте правительства размещено с намерением, чтобы оно было доступно для личного, образовательного и общественного некоммерческого использования и не может быть воспроизведено полностью или в части с помощью любых средств, без оплаты или дальнейшего разрешения Королевы при условии, что аудит осуществляется с обеспечением точности воспроизведенных материалов. Коммерческое использование: Воспроизведение материалов на этом сайте, полностью или частично, для целей коммерческого перераспределения запрещено, за исключением наличия письменного разрешения Королевы. |
| Новая Шотландия            | Нет конкретных документов                                      | |
| Остров Принца Эдуарда      | Copyright notice                                               | Если иное не оговорено в настоящем документе, все материалы на сайте правительства, включая текст, фотографии, иллюстрации, карты, видеоклипы, документы и др. принадлежит правительству Острова принца Эдуарда. Материалы, размещенные на данном сайте, защищены в соответствии с Законом об авторском праве. Перепечатка материалов требует предварительного письменного разрешения со стороны правительства острова Принца Эдуарда или их создателя. |
| Ньюфаундленд и Лабрадор    | Disclaimer/Copyright/Privacy Statement                         | Правительство Ньюфаундленда и Лабрадора является владельцем авторских прав на всю информации правительственного сайта. Правительство предоставляет разрешение относительно копирования его веб-сайта, если копии будут использоваться общественностью и неправительственными организациями. Правительство Ньюфаундленда и Лабрадора использует мультимедийный т.е. графику, аудио и визуальные материалы с его веб-сайта с разрешения владельцев авторских прав третьих лиц. Размножение таких материалов не допускается. |
| Юкон                       | Copyright notice                                               | Материал правительственных веб-сайтов Юкона могут быть напечатаны, скопированы или воспроизведены только в некоммерческих целях. Репродукции должны быть точными и не должны быть представлены в качестве официальной версии. Воспроизводство или распространение в коммерческих целях требует предварительного письменного разрешения от правительства Юкона. Копия должна быть подтверждена в следующем виде: © Правительство Юкона 2011 |
| Северо-Западные территории | Copyright and disclaimer notice                                | Законодательные материалы в могут быть использованы для некоммерческих целей без разрешения, при условии, что они точно воспроизведены и признаны правительством Северо-Западных территорий в качестве источника. Воспроизводство законодательного материала разрешается, в целом или частично с помощью любых средств. |
| Нунавут                    | Министерство юстиции. Законодательный отдел                    | Министерство юстиции считает, что имеет принципиальное значение для правительства Нунавута требование доступности его законов. По законам Нунавут может быть скопировано свободно для личного использования следующее: - уставы и правила Нунавут; - выдержки из уставов и правил Нунавут; - выдержки уставов и правил Северо-Западных территорий с поправками, принятыми для Нунавут по состоянию на 1 апреля 1999 года. Отсутствуют требования на получение разрешений, нет пошлин, подлежащих уплате за копии уставов и положений для личного пользования. Электронные версии законов и правил не могут быть скопированы с целью перепродажи или любых других целей без письменного согласия. |

## Критика
Корона авторских прав  воспринимается налогоплательщиками содружества как лишение налогоплательщиков доступа к тому, что они финансируют налогами и как установление приоритета деловых интересов над интересами рядовых граждан, которые не могут позволить себе приобрести лицензии на произведения. Тем не менее, правительство Великобритании разработало вопросы автоматического лицензирования всех работ, опубликованных на сайте GOV.UK и в национальных архивах открытой лицензией Правительства.